# 永代売
永代売（えいたいうり）とは、近代以前の日本における土地売却形態の1つ。

## 概要
年季売や本銭返、質に対して、土地の所有権・所持権を“期限を定めず”に売り渡すことを指す。
古代日本において土地の「売」とは1年限りの賃租のことを指し、これに対して期限を定めないものを「永売（えいうり）」と称した。永売が永代売の祖形であったと考えられている。
中世に入ると土地売買契約書である売券において永代売の概念が登場する。ところが、永売が指す期限を定めないというのは、時間的な無限性・恒久性を指すものではなく、単に時間的限定を置かないということに過ぎず、永売とは一般貸借契約のように請戻期限の限定がない質地契約を指していた。永代売においても現代的な売却・譲渡の要素は強まるものの、現代の土地売買の重要な要素である恒久的な所有権の移転は成立しなかった。
近代以前、特に古代から中世にかけての日本では土地と持主（＝家・一族）は不可分であるという土地観念（本主権）が強く浸透していた。従って、土地取引においても年季売や本銭返などの有期的もしくは取戻権が留保された売買が主であり、永代売においても代価の持参によって売却地の請戻・買戻は可能であると考えられていた。また、永代売そのものも売却と質入の概念の分離が進んだ畿内などの一部地域では行われていたものの、東国や四国・九州では戦国時代になっても売却と質入の概念分離すら明確になっていなかった。反対に土地と持主を切り離すような永代売は道理に合わないと考えられ、中世の徳政一揆や近世の質地騒動においても土地を売却した売主（持主）による土地の取戻要求が前面に押し出されていた。これに対して室町幕府は徳政令を実施しても永代売は対象とせず、また一般的な永代売の契約においても徳政文言が導入されて売主の取戻を否定しようとしたが、売主側はこうした措置自体が道理に反するから無効と主張したのである。江戸幕府は農民支配強化の観点から田畑永代売買禁止令を出したものの、実際には永代売が実施され続け、あるいは質の質流れによる土地の移動が行われており、幕府もこの現実を前に、元禄時代に質地取扱の覚を出す事で永代売を事実上公認した。そして、享保の改革において、田畑永代売買禁止令の維持・強化を図った質流地禁止令が失敗に終わると、同法自体も形骸化していった。
だが、欧米で発達した土地所有権概念はこうした中世の土地観念とも近世の永代売買禁止政策とも相容れないものであり、明治維新後の日本も欧米の土地所有権概念の受容に迫られ、田畑永代売買禁止令の廃止（地所永代売買解禁）や版籍奉還・秩禄処分に伴う地方知行の解体、地租改正などの土地制度の改革が行われ、その結果欧米的な土地所有権制度および売買に伴う土地の恒久的所有権移転の仕組が整えられることになった。